# إبراهيم القطان (ممثل)
إبراهيم القطان ممثل ومغني كويتي،  بدأ مسيرته كمغني بعام 1980 وقدم العديد من الأغاني مع شركة النظائر ومن ثم أنتقل لمجال التمثيل بعام 1998. أشهر أدواره كان في مسلسل بيوت من ثلج بدور «سعود».

## روابط خارجية
- إبراهيم القطان على موقع قاعدة بيانات الأفلام العربية